# Ubaldo De Ponti
Ubaldo De Ponti (Como, 18 luglio 1920 – Como, 2 giugno 2011) è stato un politico italiano, deputato e poi senatore per la Democrazia Cristiana.